# Ponnampatti
Ponnampatti è una suddivisione dell'India, classificata come town panchayat, di 10.659 abitanti, situata nel distretto di Tiruchirappalli, nello stato federato del Tamil Nadu. In base al numero di abitanti la città rientra nella classe IV (da 10.000 a 19.999 persone).

## Geografia fisica
La città è situata a 10° 33' 00 N e 78° 22' 28 E.

## Società

### Evoluzione demografica
Al censimento del 2001 la popolazione di Ponnampatti assommava a 10.659 persone, delle quali 5.191 maschi e 5.468 femmine. I bambini di età inferiore o uguale ai sei anni assommavano a 1.526, dei quali 772 maschi e 754 femmine. Infine, coloro che erano in grado di saper almeno leggere e scrivere erano 6.882, dei quali 3.899 maschi e 2.983 femmine.